# Elènia fosca
L'elènia fosca (Elaenia obscura) és un ocell de la família dels tirànids (Tyrannidae).

## Hàbitat i distribució
Habita els boscos dels vessants andines del Perú, centre i sud-est de Bolívia i nord-oest de l'Argentina.